# Paridea
Paridea is een geslacht van kevers uit de familie bladkevers (Chrysomelidae).
De wetenschappelijke naam van het geslacht werd in 1886 gepubliceerd door Joseph Sugar Baly.

## Soorten
- Paridea allardi Kimoto, 1989
- Paridea alternata Laboissiere, 1930
- Paridea angulicollis (Motschulsky, 1853)
- Paridea apicalis (Jacoby, 1886)
- Paridea apicata Medvedev, 2004
- Paridea approximata Duvivier, 1892
- Paridea avicauda (Laboissiere, 1930)
- Paridea balyi Jacoby, 1898
- Paridea basalis Laboissiere, 1930
- Paridea bengalica Medvedev & Samoderzhenkov, 1998
- Paridea biconvexa Yang, 1991
- Paridea bifurcata Jacoby, 1892
- Paridea bimaculata Laboissiere, 1932
- Paridea biplagiata (Fairmaire, 1889)
- Paridea brachycornuta Yang, 1993
- Paridea breva Gressitt & Kimoto, 1963
- Paridea circumcincta Medvedev & Samoderzhenkov, 1998
- Paridea circumdata Laboissiere, 1930
- Paridea coomani (Laboissiere, 1930)
- Paridea cornuta Jacoby, 1892
- Paridea costallifera Yang, 1991
- Paridea costata (Chujo, 1935)
- Paridea crenata Yang, 1993
- Paridea cyanea Yang in Yang, 1992
- Paridea cyanipennis (Chujo, 1935)
- Paridea darjeelingensis Takizawa, 1990
- Paridea dohertyi (Maulik, 1936)
- Paridea epipleuralis (Chen, 1942)
- Paridea euryptera Yang, 1991
- Paridea excavata Kimoto, 1989
- Paridea falvipoda Yang, 1991
- Paridea fasciata Laboissiere, 1932
- Paridea flava Medvedev & Samoderzhenkov, 1989
- Paridea flavicornis (Laboissiere, 1930)
- Paridea flavipennis (Laboissiere, 1930)
- Paridea foveipennis Jacoby, 1892
- Paridea fujiana Yang, 1991
- Paridea fusca Yang, 1991
- Paridea glyphea Yang, 1993
- Paridea grandifolia Yang, 1991
- Paridea harmandi (Laboissiere, 1930)
- Paridea hirtipes Chen & Jiang, 1981
- Paridea lateralis Medvedev & Samoderzhenkov, 1989
- Paridea libita Yang, 1991
- Paridea livida Duvivier, 1892
- Paridea luteofasciata Laboissiere, 1930
- Paridea mimica Medvedev & Samoderzhenkov, 1998
- Paridea montana Bryant, 1954
- Paridea monticola (Gressitt & Kimoto, 1963)
- Paridea multituberculata Medvedev & Samoderzhenkov, 1989
- Paridea nepalica Medvedev & Samoderzhenkov, 1998
- Paridea nigra Yang in Yang, 1992
- Paridea nigricaudata Yang, 1991
- Paridea nigriceps Medvedev & Samoderzhenkov, 1998
- Paridea nigricollis Bryant, 1954
- Paridea nigrimaculata Yang, 1991
- Paridea nigrimarginata Yang, 1991
- Paridea nigripennis Jacoby, 1892
- Paridea nigrocephala (Laboissiere, 1930)
- Paridea octomaculata (Baly, 1886)
- Paridea oculata Laboissiere, 1930
- Paridea pallida Bryant, 1954
- Paridea pectoralis (Laboissiere, 1930)
- Paridea perplexa (Baly, 1879)
- Paridea phymatodea Yang, 1991
- Paridea plauta Yang, 1991
- Paridea quadrimaculata Kimoto, 2004
- Paridea quadriplagiata (Baly, 1874)
- Paridea recava Yang, 1991
- Paridea ruficollis Jacoby, 1892
- Paridea sancta Yang, 1991
- Paridea sauteri (Chujo, 1935)
- Paridea sexmaculata (Laboissiere, 1930)
- Paridea siamensis Medvedev & Samoderzhenkov, 1998
- Paridea sichuana Yang, 1991
- Paridea sikkimia Laboissiere, 1932
- Paridea sinensis (Laboissiere, 1930)
- Paridea subviridis Laboissiere, 1930
- Paridea tenasserima Medvedev & Samoderzhenkov, 1998
- Paridea terminata Yang, 1991
- Paridea testacea (Gressitt & Kimoto, 1963)
- Paridea tetraspilota (Hope, 1831)
- Paridea thailandica Medvedev & Samoderzhenkov, 1998
- Paridea tonkinensis Yang, 1991
- Paridea transversofaciata (Laboissiere, 1930)
- Paridea truncata Medvedev & Samoderzhenkov, 1998
- Paridea tuberculata (Gressitt & Kimoto, 1963)
- Paridea unifasciata Jacoby, 1892
- Paridea yunnana Yang, 1991